# Nine Network
Nine Network, Channel Nine или Nine — австралийский коммерческий телеканал.
Является одним из крупнейших телеканалов Австралии наряду с Seven Network и Network Ten, ABC и SBS. Исторически с 1956 года этот канал был самым просматриваемым вплоть до 2006 года, несмотря на то, что Network Ten обогнал его в 1985 году. В 2007 главный конкурент Seven Network обошёл Nine Network по количеству просмотров. В результате слоган "Still the one" потерял смысл; с 2009 года слоган телесети — «Добро пожаловать домой» (англ. Welcome Home). Через несколько лет после небольшого снижения рейтинга из-за массового сокращения персонала изменения в программе и урезания бюджета закончились, и Nine снова стал работать стабильно.